# Flateyri

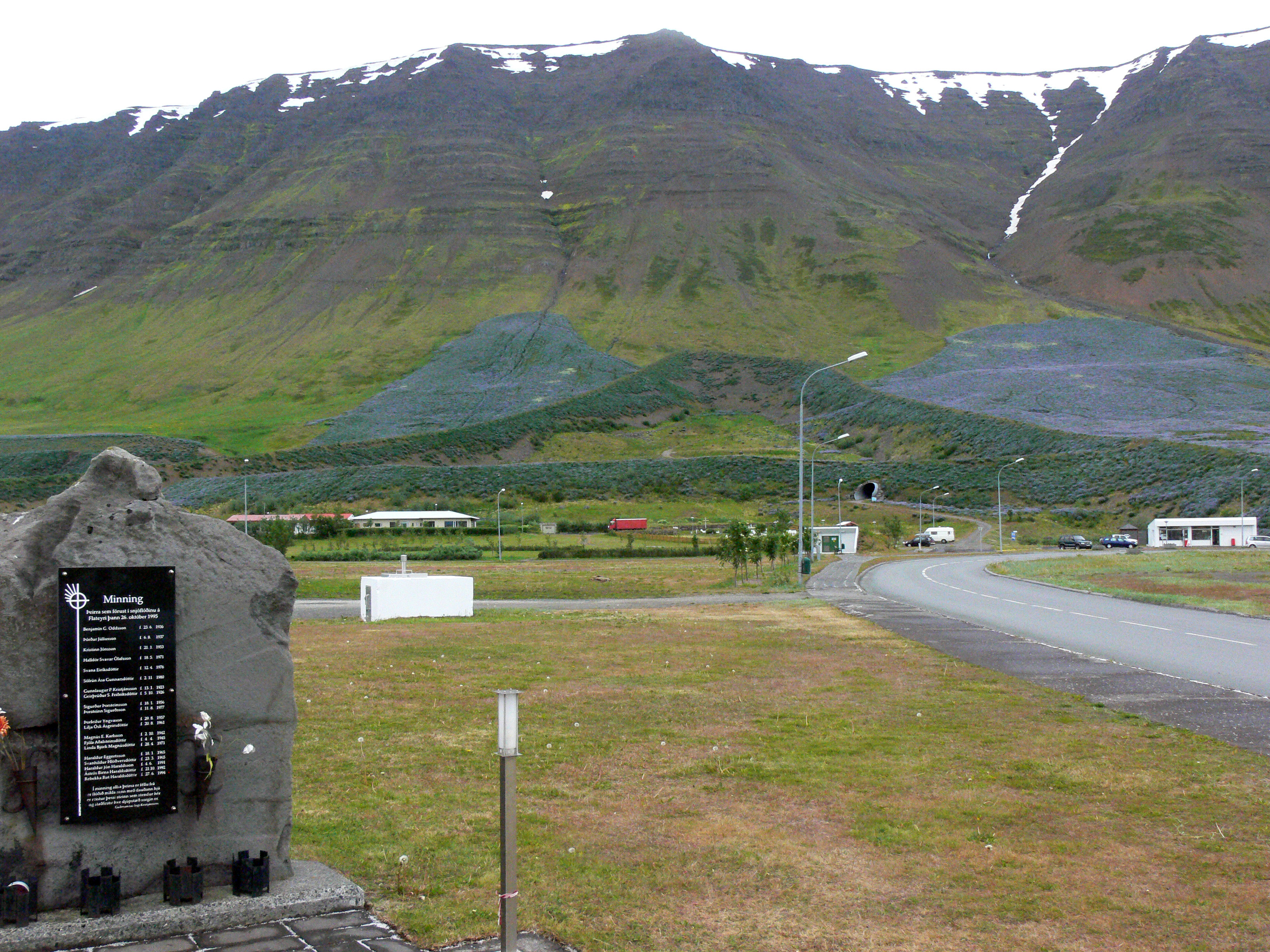
Nalevo památník obětem laviny z roku 1995, v pozadí nová protilavinová hráz

Flateyri je vesnice na Islandu. Leží v obci Ísafjarðarbær na severozápadě poloostrova Vestfirðir. Žije zde asi 200 obyvatel, což z ní činí největší sídlo v rámci fjordu Önundarfjörður.
Již od roku 1792 sloužila obec jako obchodní stanice a během 19. století se na čas stala významným velrybářským přístavem. Jednu dobu se rozrostla až na 600 stálých obyvatel. Po většinu 20. století byla Flateyri prosperující rybářskou vesnicí, po zavedení kvót na počet vylovených ryb na přelomu 80. a 90. let ale začal její význam upadat. Po islandské finanční krizi na začátku 21. století hlavní rybářské společnosti zavřely a mnoho lidí z obce odešlo.
V srpnu 1995 zasáhla ves lavina: zemřelo 20 lidí a 29 domů bylo zničeno. O tři roky později byla na okraji obce vybudována místy až dvacetimetrová hráz tvaru písmena A, která by měla budoucí laviny od Flateyri odklonit. Cena stavby byla téměř 440 milionů ISK (v tehdejších cenách asi 185 milionů Kč).